# Bystra (powiat żywiecki)
Bystra – wieś w Polsce, położona w województwie śląskim, w powiecie żywieckim, w gminie Radziechowy-Wieprz
W latach 1975–1998 wieś administracyjnie należała do województwa bielskiego.
W 2019 Bystra liczyła 969 mieszkańców.
Nazwę swoją zawdzięcza źródłom, które z gór spływają bystro w dół. Potok Bystra łączy się z Juszczynką, a następnie wpada do rzeki Soły, która płynie w kierunku Żywca.

## Integralne części wsi
| SIMC    | Nazwa    | Rodzaj    |
| ------- | -------- | --------- |
| 0065650 | Bugaj    | część wsi |
| 0065666 | Kociołek | część wsi |
| 0065672 | Pal      | część wsi |

## Gospodarka i turystyka
W miejscowości tej istnieją małe zakłady pracy, tartaki, gospodarstwo agroturystyczne. Bystra jest punktem, z którego można rozpocząć wyprawy na szlaki Beskidu Żywieckiego, między innymi na Rysiankę, Słowiankę, Romankę oraz wiele innych szczytów. Wieś leży w obrębie Żywieckiego Parku Krajobrazowego.